# 7e étape du Tour d'Espagne 2018
La 7e étape du Tour d'Espagne 2018 se déroule le 31 août 2018, entre Puerto Lumbreras et Pozo Alcón, sur un parcours de 185,7 kilomètres.
Tony Gallopin sort du peloton à trois kilomètres de l'arrivée, dépasse Jesús Herrada sortit plus tôt, et remporte l'étape en solitaire.

## Résultats

### Classement de l'étape
| \| Classement de l'étape \| Classement de l'étape \| Classement de l'étape \| Classement de l'étape \| Classement de l'étape \| \| Coureur \| Coureur \| Pays \| Équipe \| Temps \| \| --------------------- \| --------------------- \| --------------------- \| ------------------------- \| --------------------- \| \| 1er \| Tony Gallopin \| France \| AG2R La Mondiale \| 4 h 18 min 20 s \| \| 2e \| Peter Sagan \| Slovaquie \| Bora-Hansgrohe \| + 5 s \| \| 3e \| Alejandro Valverde \| Espagne \| Movistar Team \| + 5 s \| \| 4e \| Eduard Prades \| Espagne \| Euskadi-Murias \| + 5 s \| \| 5e \| Omar Fraile \| Espagne \| Astana \| + 5 s \| \| 6e \| Rigoberto Urán \| Colombie \| EF Education First-Drapac \| + 5 s \| \| 7e \| Ion Izagirre \| Espagne \| Bahrain-Merida \| + 5 s \| \| 8e \| Enric Mas \| Espagne \| Quick-Step Floors \| + 5 s \| \| 9e \| Wilco Kelderman \| Pays-Bas \| Team Sunweb \| + 5 s \| \| 10e \| Sepp Kuss \| États-Unis \| LottoNL-Jumbo \| + 5 s \| |                    |            |                           |                 |
| |                    |            |                           |                 |
| Source : ProCyclingStats |                    |            |                           |                 |
| Classement de l'étape |                    |            |                           |                 |
| Coureur | Coureur            | Pays       | Équipe                    | Temps           |
| 1er | Tony Gallopin      | France     | AG2R La Mondiale          | 4 h 18 min 20 s |
| 2e | Peter Sagan        | Slovaquie  | Bora-Hansgrohe            | + 5 s           |
| 3e | Alejandro Valverde | Espagne    | Movistar Team             | + 5 s           |
| 4e | Eduard Prades      | Espagne    | Euskadi-Murias            | + 5 s           |
| 5e | Omar Fraile        | Espagne    | Astana                    | + 5 s           |
| 6e | Rigoberto Urán     | Colombie   | EF Education First-Drapac | + 5 s           |
| 7e | Ion Izagirre       | Espagne    | Bahrain-Merida            | + 5 s           |
| 8e | Enric Mas          | Espagne    | Quick-Step Floors         | + 5 s           |
| 9e | Wilco Kelderman    | Pays-Bas   | Team Sunweb               | + 5 s           |
| 10e | Sepp Kuss          | États-Unis | LottoNL-Jumbo             | + 5 s           |

## Classements à l'issue de l'étape

### Classement général
| \| Classement général \| Classement général \| Classement général \| Classement général \| Classement général \| \| Coureur \| Coureur \| Pays \| Équipe \| Temps \| \| ------------------ \| ------------------ \| ------------------ \| ------------------ \| ------------------ \| \| 1er \| Rudy Molard \| France \| Groupama-FDJ \| 26 h 44 min 40 s \| \| 2e \| Alejandro Valverde \| Espagne \| Movistar Team \| + 47 s \| \| 3e \| Emanuel Buchmann \| Allemagne \| Bora-Hansgrohe \| + 48 s \| \| 4e \| Simon Yates \| Royaume-Uni \| Mitchelton-Scott \| + 51 s \| \| 5e \| Tony Gallopin \| France \| AG2R La Mondiale \| + 59 s \| \| 6e \| Michał Kwiatkowski \| Pologne \| Team Sky \| + 1 min 06 s \| \| 7e \| Ion Izagirre \| Espagne \| Bahrain-Merida \| + 1 min 11 s \| \| 8e \| Nairo Quintana \| Colombie \| Movistar Team \| + 1 min 14 s \| \| 9e \| Steven Kruijswijk \| Pays-Bas \| LottoNL-Jumbo \| + 1 min 18 s \| \| 10e \| Enric Mas \| Espagne \| Quick-Step Floors \| + 1 min 23 s \| |                    |             |                   |                  |
| |                    |             |                   |                  |
| Source : ProCyclingStats |                    |             |                   |                  |
| Classement général |                    |             |                   |                  |
| Coureur | Coureur            | Pays        | Équipe            | Temps            |
| 1er | Rudy Molard        | France      | Groupama-FDJ      | 26 h 44 min 40 s |
| 2e | Alejandro Valverde | Espagne     | Movistar Team     | + 47 s           |
| 3e | Emanuel Buchmann   | Allemagne   | Bora-Hansgrohe    | + 48 s           |
| 4e | Simon Yates        | Royaume-Uni | Mitchelton-Scott  | + 51 s           |
| 5e | Tony Gallopin      | France      | AG2R La Mondiale  | + 59 s           |
| 6e | Michał Kwiatkowski | Pologne     | Team Sky          | + 1 min 06 s     |
| 7e | Ion Izagirre       | Espagne     | Bahrain-Merida    | + 1 min 11 s     |
| 8e | Nairo Quintana     | Colombie    | Movistar Team     | + 1 min 14 s     |
| 9e | Steven Kruijswijk  | Pays-Bas    | LottoNL-Jumbo     | + 1 min 18 s     |
| 10e | Enric Mas          | Espagne     | Quick-Step Floors | + 1 min 23 s     |

| Classement par points | Classement par points | Classement par points | Classement par points     | Classement par points |
| Coureur               | Coureur               | Pays                  | Équipe                    | Points                |
| --------------------- | --------------------- | --------------------- | ------------------------- | --------------------- |
| 1er                   | Alejandro Valverde    | Espagne               | Movistar Team             | 51 pts                |
| 2e                    | Michał Kwiatkowski    | Pologne               | Team Sky                  | 48 pts                |
| 3e                    | Peter Sagan           | Slovaquie             | Bora-Hansgrohe            | 43 pts                |
| 4e                    | Elia Viviani          | Italie                | Quick-Step Floors         | 41 pts                |
| 5e                    | Tony Gallopin         | France                | AG2R La Mondiale          | 35 pts                |
| 6e                    | Simon Clarke          | Australie             | EF Education First-Drapac | 30 pts                |
| 7e                    | Danny van Poppel      | Pays-Bas              | LottoNL-Jumbo             | 30 pts                |
| 8e                    | Benjamin King         | États-Unis            | Dimension Data            | 29 pts                |
| 9e                    | Alessandro De Marchi  | Italie                | BMC Racing Team           | 28 pts                |
| 10e                   | Wilco Kelderman       | Pays-Bas              | Team Sunweb               | 27 pts                |

| Classement par points | Classement par points | Classement par points | Classement par points     | Classement par points |
| Coureur               | Coureur               | Pays                  | Équipe                    | Points                |
| --------------------- | --------------------- | --------------------- | ------------------------- | --------------------- |
| 1er                   | Alejandro Valverde    | Espagne               | Movistar Team             | 51 pts                |
| 2e                    | Michał Kwiatkowski    | Pologne               | Team Sky                  | 48 pts                |
| 3e                    | Peter Sagan           | Slovaquie             | Bora-Hansgrohe            | 43 pts                |
| 4e                    | Elia Viviani          | Italie                | Quick-Step Floors         | 41 pts                |
| 5e                    | Tony Gallopin         | France                | AG2R La Mondiale          | 35 pts                |
| 6e                    | Simon Clarke          | Australie             | EF Education First-Drapac | 30 pts                |
| 7e                    | Danny van Poppel      | Pays-Bas              | LottoNL-Jumbo             | 30 pts                |
| 8e                    | Benjamin King         | États-Unis            | Dimension Data            | 29 pts                |
| 9e                    | Alessandro De Marchi  | Italie                | BMC Racing Team           | 28 pts                |
| 10e                   | Wilco Kelderman       | Pays-Bas              | Team Sunweb               | 27 pts                |

| Classement de la montagne | Classement de la montagne | Classement de la montagne | Classement de la montagne  | Classement de la montagne |
| Coureur                   | Coureur                   | Pays                      | Équipe                     | Points                    |
| ------------------------- | ------------------------- | ------------------------- | -------------------------- | ------------------------- |
| 1er                       | Luis Ángel Maté           | Espagne                   | Cofidis, Solutions Crédits | 42 pts                    |
| 2e                        | Pierre Rolland            | France                    | EF Education First-Drapac  | 20 pts                    |
| 3e                        | Benjamin King             | États-Unis                | Dimension Data             | 12 pts                    |
| 4e                        | Ben Gastauer              | Luxembourg                | AG2R La Mondiale           | 7 pts                     |
| 5e                        | Bauke Mollema             | Pays-Bas                  | Trek-Segafredo             | 6 pts                     |
| 6e                        | Nikita Stalnow            | Kazakhstan                | Astana                     | 6 pts                     |
| 7e                        | Thomas De Gendt           | Belgique                  | Lotto-Soudal               | 5 pts                     |
| 8e                        | Simon Clarke              | Australie                 | EF Education First-Drapac  | 4 pts                     |
| 9e                        | Nans Peters               | France                    | AG2R La Mondiale           | 4 pts                     |
| 10e                       | Richie Porte              | Australie                 | BMC Racing Team            | 4 pts                     |

| Classement de la montagne | Classement de la montagne | Classement de la montagne | Classement de la montagne  | Classement de la montagne |
| Coureur                   | Coureur                   | Pays                      | Équipe                     | Points                    |
| ------------------------- | ------------------------- | ------------------------- | -------------------------- | ------------------------- |
| 1er                       | Luis Ángel Maté           | Espagne                   | Cofidis, Solutions Crédits | 42 pts                    |
| 2e                        | Pierre Rolland            | France                    | EF Education First-Drapac  | 20 pts                    |
| 3e                        | Benjamin King             | États-Unis                | Dimension Data             | 12 pts                    |
| 4e                        | Ben Gastauer              | Luxembourg                | AG2R La Mondiale           | 7 pts                     |
| 5e                        | Bauke Mollema             | Pays-Bas                  | Trek-Segafredo             | 6 pts                     |
| 6e                        | Nikita Stalnow            | Kazakhstan                | Astana                     | 6 pts                     |
| 7e                        | Thomas De Gendt           | Belgique                  | Lotto-Soudal               | 5 pts                     |
| 8e                        | Simon Clarke              | Australie                 | EF Education First-Drapac  | 4 pts                     |
| 9e                        | Nans Peters               | France                    | AG2R La Mondiale           | 4 pts                     |
| 10e                       | Richie Porte              | Australie                 | BMC Racing Team            | 4 pts                     |

| Classement du combiné | Classement du combiné | Classement du combiné | Classement du combiné     | Classement du combiné |
| Coureur               | Coureur               | Pays                  | Équipe                    | Points                |
| --------------------- | --------------------- | --------------------- | ------------------------- | --------------------- |
| 1er                   | Alejandro Valverde    | Espagne               | Movistar Team             | 14 pts                |
| 2e                    | Michał Kwiatkowski    | Pologne               | Team Sky                  | 26 pts                |
| 3e                    | Benjamin King         | États-Unis            | Dimension Data            | 37 pts                |
| 4e                    | Bauke Mollema         | Pays-Bas              | Trek-Segafredo            | 58 pts                |
| 5e                    | Laurens De Plus       | Belgique              | Quick-Step Floors         | 60 pts                |
| 6e                    | Simon Clarke          | Australie             | EF Education First-Drapac | 60 pts                |
| 7e                    | Simon Yates           | Royaume-Uni           | Mitchelton-Scott          | 66 pts                |
| 8e                    | Pierre Rolland        | France                | EF Education First-Drapac | 79 pts                |
| 9e                    | Ben Gastauer          | Luxembourg            | AG2R La Mondiale          | 80 pts                |
| 10e                   | Jack Haig             | Australie             | Mitchelton-Scott          | 86 pts                |

| Classement du combiné | Classement du combiné | Classement du combiné | Classement du combiné     | Classement du combiné |
| Coureur               | Coureur               | Pays                  | Équipe                    | Points                |
| --------------------- | --------------------- | --------------------- | ------------------------- | --------------------- |
| 1er                   | Alejandro Valverde    | Espagne               | Movistar Team             | 14 pts                |
| 2e                    | Michał Kwiatkowski    | Pologne               | Team Sky                  | 26 pts                |
| 3e                    | Benjamin King         | États-Unis            | Dimension Data            | 37 pts                |
| 4e                    | Bauke Mollema         | Pays-Bas              | Trek-Segafredo            | 58 pts                |
| 5e                    | Laurens De Plus       | Belgique              | Quick-Step Floors         | 60 pts                |
| 6e                    | Simon Clarke          | Australie             | EF Education First-Drapac | 60 pts                |
| 7e                    | Simon Yates           | Royaume-Uni           | Mitchelton-Scott          | 66 pts                |
| 8e                    | Pierre Rolland        | France                | EF Education First-Drapac | 79 pts                |
| 9e                    | Ben Gastauer          | Luxembourg            | AG2R La Mondiale          | 80 pts                |
| 10e                   | Jack Haig             | Australie             | Mitchelton-Scott          | 86 pts                |

| Classement par équipes | Classement par équipes                   | Classement par équipes | Classement par équipes |
| Équipe                 | Équipe                                   | Pays                   | Temps                  |
| ---------------------- | ---------------------------------------- | ---------------------- | ---------------------- |
| 1re                    | Astana                                   | Kazakhstan             | 80 h 12 min 58 s       |
| 2e                     | Lotto NL-Jumbo                           | Pays-Bas               | + 2 min 39 s           |
| 3e                     | Movistar Team                            | Espagne                | + 4 min 41 s           |
| 4e                     | Bora-Hansgrohe                           | Allemagne              | + 6 min 25 s           |
| 5e                     | Bahrain-Merida                           | Bahreïn                | + 7 min 38 s           |
| 6e                     | Dimension Data                           | Afrique du Sud         | + 10 min 38 s          |
| 7e                     | EF Education First-Drapac p/b Cannondale | États-Unis             | + 12 min 37 s          |
| 8e                     | Sky                                      | Royaume-Uni            | + 12 min 50 s          |
| 9e                     | UAE Team Emirates                        | Émirats arabes unis    | + 17 min 50 s          |
| 10e                    | AG2R La Mondiale                         | France                 | + 23 min 02 s          |

| Classement par équipes | Classement par équipes                   | Classement par équipes | Classement par équipes |
| Équipe                 | Équipe                                   | Pays                   | Temps                  |
| ---------------------- | ---------------------------------------- | ---------------------- | ---------------------- |
| 1re                    | Astana                                   | Kazakhstan             | 80 h 12 min 58 s       |
| 2e                     | Lotto NL-Jumbo                           | Pays-Bas               | + 2 min 39 s           |
| 3e                     | Movistar Team                            | Espagne                | + 4 min 41 s           |
| 4e                     | Bora-Hansgrohe                           | Allemagne              | + 6 min 25 s           |
| 5e                     | Bahrain-Merida                           | Bahreïn                | + 7 min 38 s           |
| 6e                     | Dimension Data                           | Afrique du Sud         | + 10 min 38 s          |
| 7e                     | EF Education First-Drapac p/b Cannondale | États-Unis             | + 12 min 37 s          |
| 8e                     | Sky                                      | Royaume-Uni            | + 12 min 50 s          |
| 9e                     | UAE Team Emirates                        | Émirats arabes unis    | + 17 min 50 s          |
| 10e                    | AG2R La Mondiale                         | France                 | + 23 min 02 s          |